# The Knife
The Knife (с англ. — «Нож») — дуэт из Швеции, основанный в 1999 году Карин Дрейер Андерссон и её братом Олофом Дрейером, вместе управляющими компанией звукозаписи Rabid Records. Исполнял электронную музыку. Впервые дуэт привлёк международное внимание, выпустив песню «Heartbeats», кавер-версия которой была записана Хосе Гонсалесом на лейбле Sony.
В 2009 Карин Дрейер Андерссон выпустила сольный альбом под названием «Fever Ray». Олоф записывал и выпускал музыку под псевдонимом Oni Ayhun.

## История
Группа была образована в 1999 году — после того, как Карин покинула свою прежнюю группу Honey Is Cool. Коллектив получил международную известность после того, как в рекламном ролике Sony BRAVIA прозвучала кавер-версия их песни «Heartbeats» в исполнении Хосе Гонсалеса, которая также вошла в его альбом «Veneer» и вышла отдельным синглом в 2006 году. В интервью газете Dagens Nyheter дуэт рассказал, что Sony заплатила большую сумму денег, чтобы использовать композицию. Позже группа объяснила, что, несмотря на их антикапиталистические взгляды, сделка была необходима для поддержания собственной студии Rabid Records.
The Knife впервые отправились на гастроли лишь в 2006 году. После успеха тура был анонсирован DVD, который вышел в том же году под названием «Silent Shout: An Audio Visual Experience».
4 августа 2009 года дуэт анонсировал работу над оперой для датской группы Hotel Pro Forma в сотрудничестве с Mt. Sims и Planningtorock. Опера получила название «Tomorrow, In a Year» и была основана на научном труде Чарльза Дарвина «Происхождение видов». Студийная версия оперы вышла 1 марта 2010 года.
В сентябре 2010 года на сайте сайд-проекта Fever Ray Карин рассказала о том, что «она и Олоф начали снова играть вместе и думают о новом материале».
18 апреля 2011 года на своем официальном сайте — в посте о дискриминации цыган в Европе — группа объявила, что их новый альбом выйдет в 2012 году. В декабре 2012 было уточнено, что их следующий альбом будет носить название «Shaking the Habitual» и выйдет 8 апреля 2013 года. На официальном YouTube-канале The Knife был выложен трейлер нового альбома со словами: «Музыка может быть настолько бессмысленной. Мы должны были найти страсть. Мы попросили наших друзей и любимых помочь нам». В поддержку альбома был анонсирован тур в 2013 году. Первый сингл «Full of Fire» вышел 28 января. Клип на композицию представляет собой короткометражный фильм режиссёра Марит Остберг.
В августе 2014 года музыканты объявили о том, что осенний тур группы станет для них последним. По окончании тура в ноябре 2014 года проект The Knife официально прекратил существование.
В августе 2017 года группа обновила фотографию своего профиля в социальной сети Facebook и выложила два видеоролика с загадочным содержанием, что позволило фанатам надеяться на их возвращении к активной творческой деятельности.

## Дискография
- 2001 — The Knife
- 2003 — Deep Cuts
- 2003 — Hannah Med H Soundtrack (для фильма «Другой путь»)
- 2006 — Silent Shout
- 2006 — Silent Shout (An Audio-Visual Experience)
- 2010 — Tomorrow, In a Year (совместно с Mt. Sims и Planningtorock)
- 2013 — Shaking the Habitual
- 2014 — Shaken-Up Versions EP